# شرکت ملی هسته‌ای چین
شرکت ملی هسته‌ای چین (CNNC; چینی: 中国核工业集团公司; پین‌یین: Zhōngguó Hé Gōngyè Jítuán Gōngsī) یک شرکت دولتی است، که در سال 1995 در پکن تاسسیس شد. رئیس و معاون اول شرکت را نخست وزیر انتصاب می کند.ولی CNNC از نظر اقتصادی وابسته به دولت نیست. این شرکت تمام جوانب برنامه های نظامی و غیر نظامی هسته ای چین را پوشش می دهد. بر اساس گواهی ماموریت این شرکت"ترکیبی از تولید سلاح های هسته ای نظامی با محصولات غیرنظامی است و اقتصاد چند قطبی را ترویج می دهد." CNNC یک مجتمع صنعتی ملی که علم، فناوری، صنعت و تجارت بین‌المللی را در خود جا داده است.

## رآکتور آب تحت فشار
نیروگاه هسته ای پیشرفته چین (ACP1000)
از سال 2011 CNNC به صورت پیشرونده در حال ادغام طرح ایستگاه برق هسته ای ACP1000 با طرح گروه انرژی هسته ای جامع چین ACPR1000 با اندکی تفاوت در مسیر تنظیم کنندهء هسته ای چینی هاست. که طراحی های سه حلقه ای هر دو بر گرفته از طرح مشابه فرانسوی آنها است. ولی قلب هسته ای آنها متفاوت است. دو واحد اول ACP1000 در نیروگاه هسته ای فوکینگ ساخته خواهد شد. 
اوایل سال 2014 اعلام شد که طرح ترکیبی به مرحلهء جزئیات رسیده است. توان خروجی رآکتور 1150 MWe خواهد بود. با طول عمر 60 ساله، همچنین می‌تواند از ترکیبی از حالت ایمنی فعال و غیرفعال با ایمنی مضاعف استفاده کند. طرح ترکیبی ACC1000 نام گذاری شده است.